# Marathon Alexandre le Grand
Le Marathon Alexandre le Grand (grec moderne : Μαραθώνιος Μέγας Αλέξανδρος) est une Course à pied sur la distance habituelle du Marathon (42,195 km) qui a lieu chaque année entre Pella et Thessalonique, en Grèce, en avril.
Fondée en 2006, la course commence à Pella, lieu de naissance d'Alexandre le Grand et capitale de l'ancien Royaume de Macédoine, et se termine à Thessalonique. Il a reçu le IAAF Bronze Label Road Race en 2010 et il est une course AIMS certifié. En plus du marathon, les événements de la journée incluent les populaires fun runs de cinq et dix kilomètres de là,.

## Palmarès
Record de l'épreuve
| Édition | Année | Hommes               | Temps           | Femmes                       | Temps           |
| ------- | ----- | -------------------- | --------------- | ---------------------------- | --------------- |
| 9e      | 2014  | Victor Kiprono       | 2 h 21 min 14 s | Magdaliní Gazéa              | 2 h 47 min 04 s |
| 8e      | 2013  | Teklu Geto Metaferia | 2 h 19 min 29 s | Magdaliní Gazéa              | 2 h 41 min 46 s |
| 7e      | 2012  | Teklu Geto Metaferia | 2 h 18 min 44 s | Alina Nituleasa              | 2 h 56 min 33 s |
| 6e      | 2011  | Peter Biwott         | 2 h 13 min 12 s | Sisay Measo                  | 2 h 40 min 41 s |
| 5e      | 2010  | Mehari Gebre Baraki  | 2 h 15 min 11 s | Svitlana Stanko              | 2 h 41 min 18 s |
| 4e      | 2009  | Dejeni Gussie        | 2 h 12 min 28 s | Fate Tola                    | 2 h 36 min 54 s |
| 3e      | 2008  | Ben Chebet Kipruto   | 2 h 13 min 08 s | Elizabeth Cheruiyot Chemweno | 2 h 35 min 04 s |
| 2e      | 2007  | David Kimutai Kosgei | 2 h 13 min 49 s | Elizabeth Cheruiyot Chemweno | 2 h 36 min 04 s |
| 1re     | 2006  | Moses Kimeli Arusei  | 2 h 11 min 37 s | Souad Aït Salem              | 2 h 28 min 22 s |

## Statistiques
| Nationalité | Hommes | Femmes | Total |
| ----------- | ------ | ------ | ----- |
| Kenya       | 5      | 2      | 7     |
| Éthiopie    | 3      | 2      | 5     |
| Grèce       | 0      | 2      | 2     |
| Algérie     | 0      | 1      | 1     |
| Roumanie    | 0      | 1      | 1     |
| Ukraine     | 0      | 1      | 1     |

| Athlète                      | Nationalité | Victoires | Éditions gagnées |
| ---------------------------- | ----------- | --------- | ---------------- |
| Elizabeth Cheruiyot Chemweno | Kenya       | 2         | 2007, 2008       |